# Buddismo greco

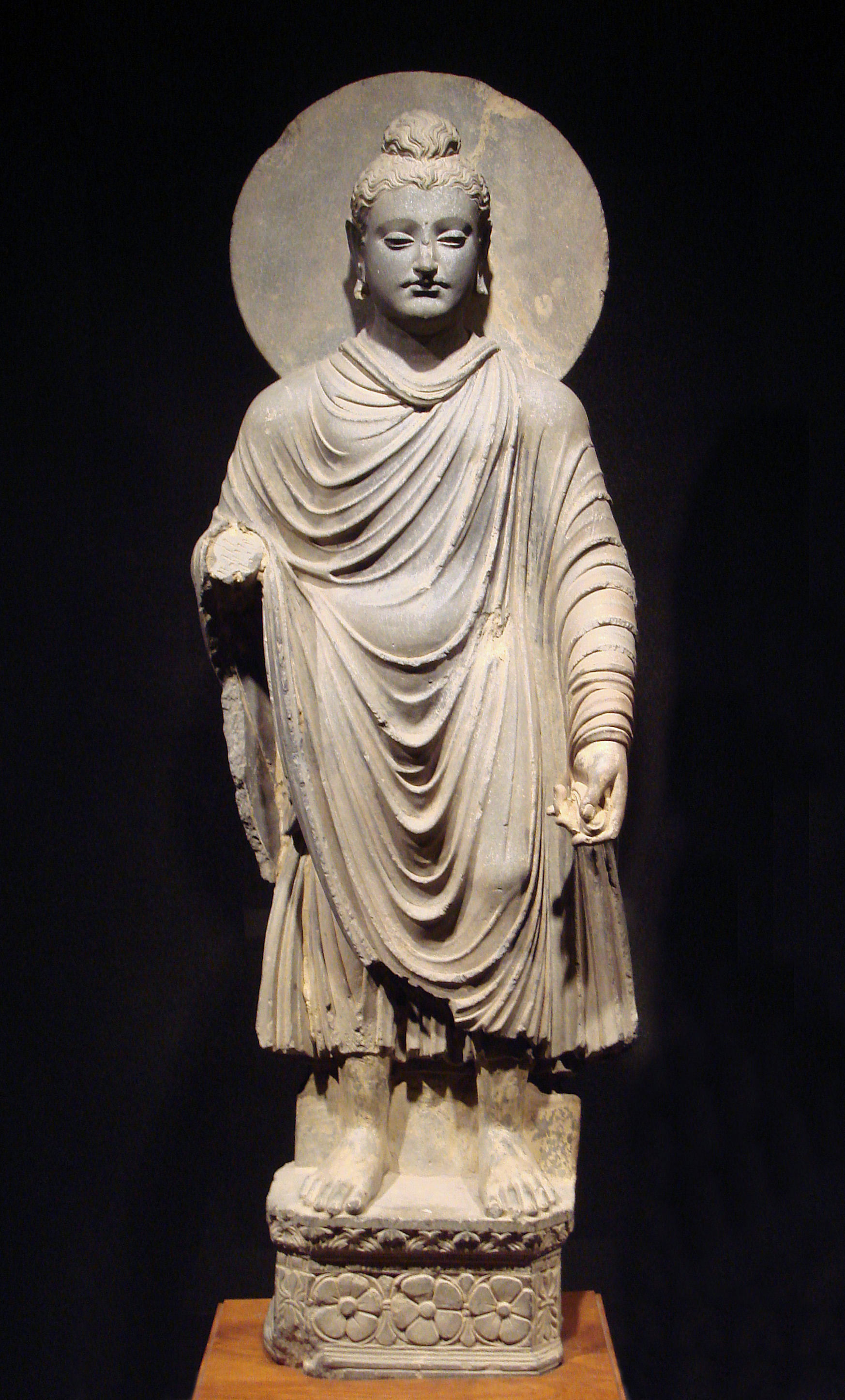
Statua raffigurante Gautama Buddha in stile greco-buddista. I-II secolo d.C., Arte del Gandhāra (moderno Pakistan occidentale).

Il termine buddismo greco si riferisce al sincretismo culturale esistente tra l'ellenismo e il buddismo, il quale si sviluppò attraverso un periodo di circa ottocento anni tra il IV secolo a.C. e il V secolo in Battriana e nel subcontinente indiano, corrispondente ai territori dei moderni Afghanistan, India e Pakistan.
È stata la conseguenza culturale di una lunga catena di interazioni iniziata con l'arrivo dei greci in Asia centrale a partire dal momento in cui Alessandro Magno istituì il regno indo-greco e ampliatosi durante la fioritura dell'impero Kusana.
Il buddismo greco condizionò l'arte e forse influenzò lo sviluppo spirituale e filosofico del buddismo, in particolare quello della scuola del buddismo Mahāyāna, prima che fosse adottato dall'Asia Centrale e Nord-Est a partire dal I secolo ed approdando successivamente in Cina, Corea e Giappone, fino alla Siberia e al Vietnam.

## Storia

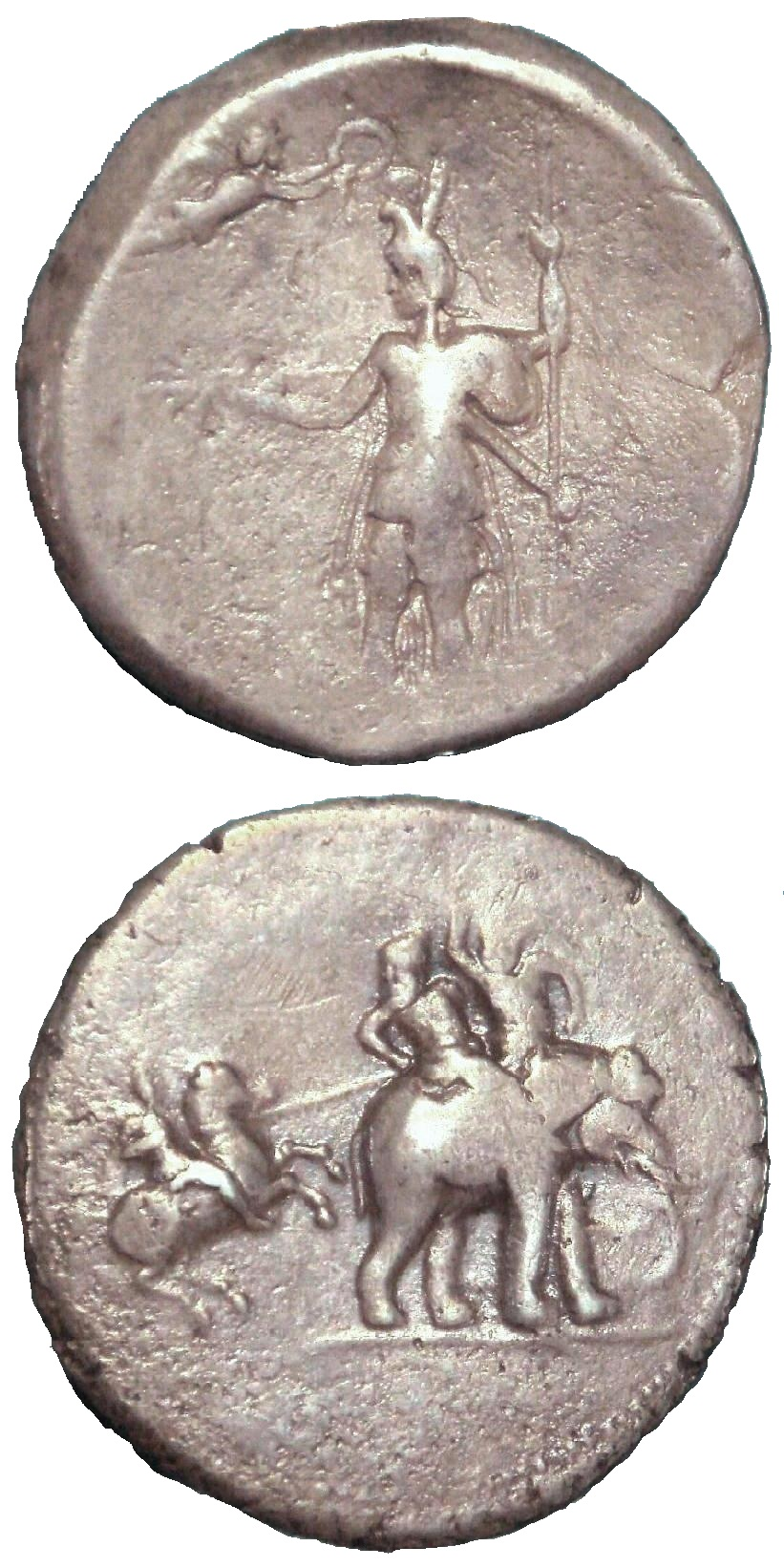
"Moneta della vittoria" coniata a Babilonia nel 322 a.C. che mostra la campagna di Alessandro Magno in territorio indiano. Il dritto mostra Alessandro incoronato da Nike, mentre il rovescio Alessandro che attacca Poro in groppa al suo elefante. British Museum.

L'interazione tra Grecia ellenistica e buddismo risale al periodo in cui Alessandro Magno conquistò l'impero achemenide ed altre regioni dell'Asia centrale nel 334 a.C., attraversando poi l'Indo e il fiume Jhelum a seguito della battaglia dell'Idaspe, per arrivare fino alle rive del Beas e quindi giungere a stabilire un contatto diretto con l'India.
Alessandro fece fondare diverse città nei suoi nuovi territori, tra le aree dell'Amu Darya e della Battriana, con insediamenti greci che si estesero in seguito ulteriormente fino al passo Khyber, a porzioni del regno di Gandhāra (vedi a tal proposito Taxila) e alla regione del Punjab. Tutte queste regioni corrispondono ad un passaggio geografico unico esistente tra la catena montuosa dell'Himalaya e dell'Hindu Kush, attraverso il quale la maggior parte delle interazioni tra subcontinente indiano ed Asia centrale ha avuto luogo, generando un intenso scambio culturale e commerciale.
Dopo la morte di Alessandro avvenuta il 10 giugno 323 a.C., i diadochi o "successori" fondarono ognuno il proprio regno, dai territori dell'Anatolia e dell'Egitto al centro dell'Asia: il generale Seleuco istituì l'impero seleucide, che si estendeva fino ai confini indiani. Più tardi la parte orientale del regno si staccò per venir a formare il regno greco-battriano (250-125 a.C.), seguito dal regno indo-greco (180 a.C.-10 d.C.) ed infine dall'impero Kusana (I-III secolo).
L'interazione della cultura greca con quella buddista durò nel tempo e proseguì florida per diversi secoli, fino a quando non si concluse bruscamente nel V secolo per colpa delle invasioni espansionistiche degli Unni bianchi.

## Interazioni religiose
La lunga presenza greca nell'Asia centrale e in India settentrionale ha fornito molte opportunità d'interazione, non solo sul piano artistico ma anche su quello religioso.

### Alessandro in Battria e in India (331-325)
Quando Alessandro invase la Battriana e penetrò nel regno di Gandhāra queste aree risultavano essere già sotto l'influenza degli asceti itineranti detti Śramaṇa, probabilmente nello specifico buddista e giainista. Secondo una leggenda conservata nel Canone pāli due fratelli mercanti di Kamsabhoga in Battria, Tapassu e Bhallika, porsero i dovuti omaggi compiendo una visita a Gautama Buddha e divenendo così suoi discepoli; la leggenda narra che poi ritornarono verso le loro case per diffondere l'insegnamento ricevuto.
Nel 326 a.C. Alessandro arrivò a conquistare la regione più settentrionale dell'India; il re Ambhi di Taxila, conosciuto in lingua greca antica come Taxiles, si arrese e consegnò al condottiero la sua città, allora già un notevole centro buddista. Alessandro combatté poi un'epica battaglia contro Poro di Paurava, in Punjab, nella battaglia dell'Idaspe del 326 a.C.
Diversi filosofi greci tra cui Pirrone, Anassarco e Onesicrito vennero selezionati per accompagnare l'esercito di Alessandro nelle sue campagne militari in Oriente. Durante i 18 mesi che rimasero presso i confini del territorio indiano, furono in grado d'interagire con asceti e mistici asiatici, generalmente descritti col nome di gimnosofisti o "filosofi nudi". Pirrone, tornato in terra greca divenne il primo fautore dello scetticismo filosofico e fondatore della scuola detta pirronismo.
Il biografo greco Diogene Laerzio spiegò che l'equanimità e il distacco di Pirrone dalle cose del mondo furono il risultato di insegnamenti acquisiti in India; pochi dei suoi detti sono direttamente conosciuti per esser stati tramandati, ma quelli che rimangono ricordano chiaramente il pensiero sramanico dei monaci itineranti buddisti: "Niente esiste davvero, ma l'intera vita umana è governata dalla convenzione... Niente è di per sé più di questo".
Un altro di questi filosofi, Onesicrito, che seguì la scuola del cinismo, è detto dallo storico Strabone che ebbe imparato in India molti dei suoi precetti:"Nulla di ciò che accade è tutto cattivo o tutto buono, le opinioni non sono altro che sogni... La migliore filosofia è quella che libera la mente sia dal piacere sia dal dolore".

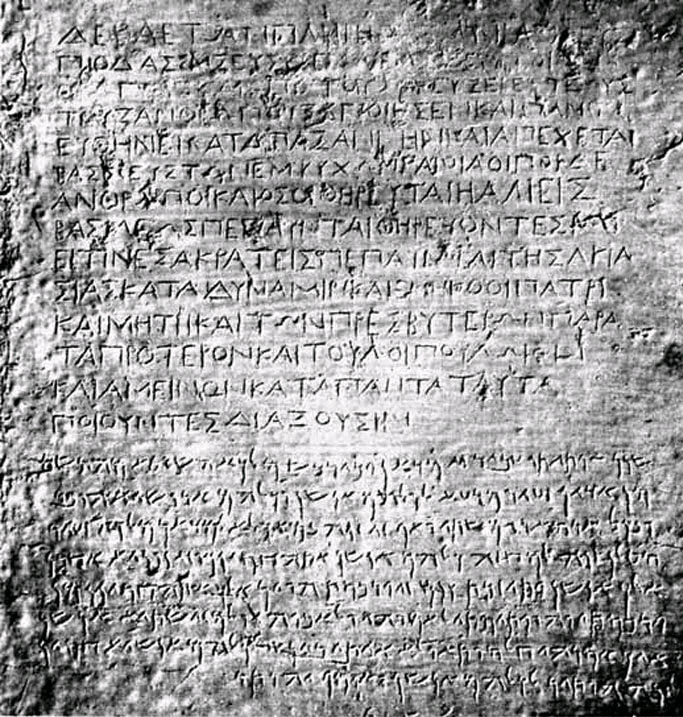
Editto bilingue (greco ed aramaico) di Ashoka. Kandhahar, museo di Kabul.

### Impero Maurya (322-183 a.C.)
L'imperatore indiano Chandragupta Maurya, fondatore dell'omonimo regno, fece riconquistare nel 322 a.C. circa il territorio indiano del nord-ovest che era stato perso con l'arrivo di Alessandro. Tuttavia i contatti vennero mantenuti, soprattutto con i vicini greco-iranici dell'impero Seleucide; l'imperatore Seleuco I contrattò perfino un accordo coniugale come parte d'un durevole trattato di pace e molti greci come ad esempio lo storico Megastene, vissero per un periodo di tempo risiedendo stabilmente all'interno della corte reale dei Maurya.
Il nipote di Chandragupta, Ashoka, abbracciò la fede buddista e divenne uno dei più grandi fautori del proselitismo nella linea tradizionale del buddismo Theravada nonché dei compilatori e raccoglitori del Canone pāli, insistendo molto sul precetto della non-violenza sia nei confronti degli esseri umani sia delle altre forme animali (l'Ahimsa) ed istituendo alcuni tra i precetti generali che avrebbero dovuto governare la vita dei laici.
Secondo gli Editti di Aśoka fissati nella pietra, alcuni dei quali scritti in greco ed alcuni altri in alfabeto aramaico, questi ultimi da inviare all'impero achemenide, l'imperatore mandò alcuni emissari buddisti nelle terre asiatiche abitate dai greci, facendoli giungere fino alle rive del Mar Mediterraneo.
Infine, alcuni degli emissari di Ashoka, come il famoso Dharmaraksita, vengono descritti nelle fonti Pali come "Yona", monaci greco-buddisti attivi nel proselitismo (Mahavamsa, XII), fondando l'omonima scuola di buddismo Dharmaguptaka.

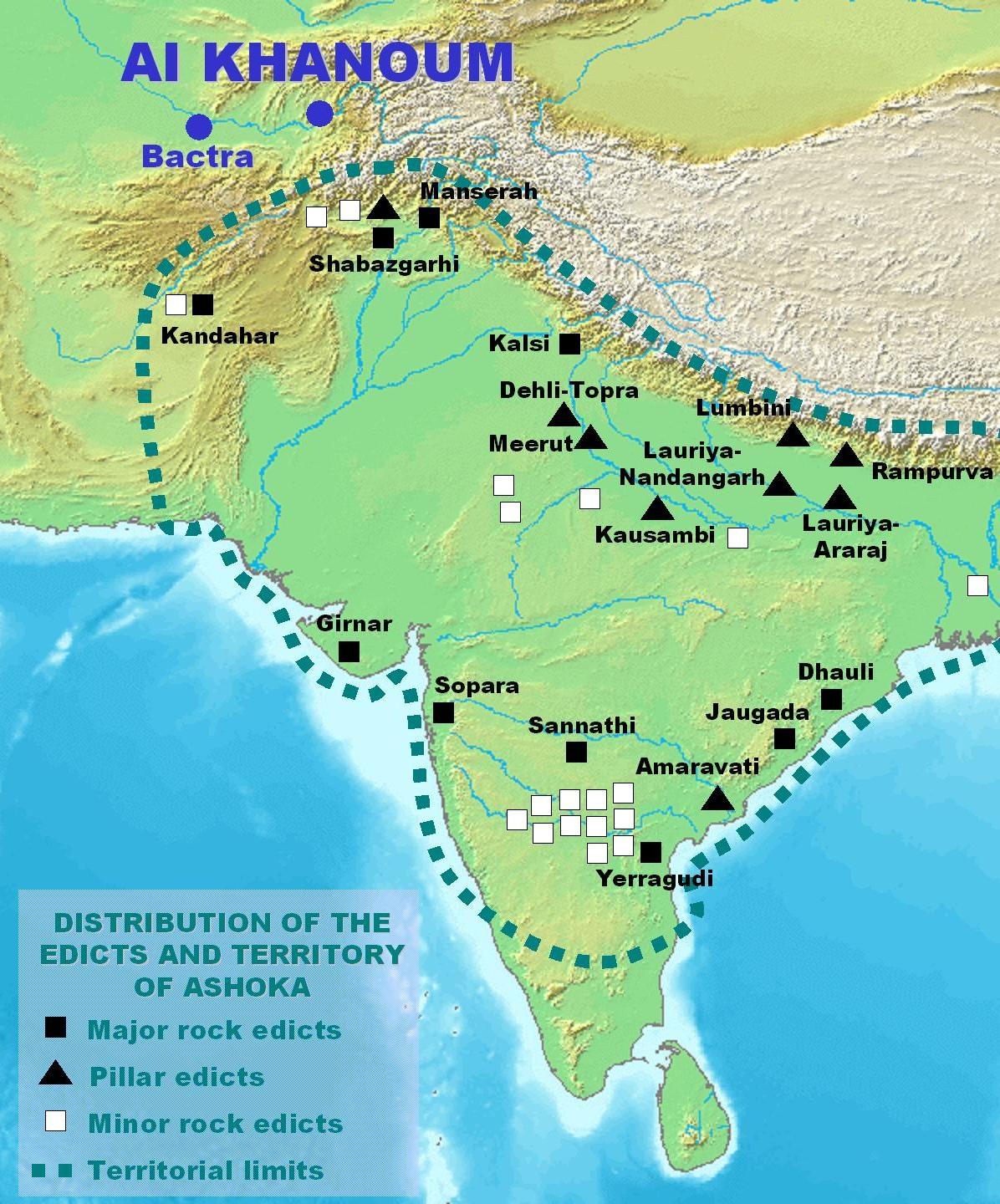
La città ellenistica di Ai-Khanum (300-145 a.C.) del regno greco-battriano era situata proprio alle porte dell'India.

### Presenza greca in Battriana (325-125 a.C.)
Alessandro aveva stabilito in Battria diverse città tra cui Ai-Khanum (l'Alessandria sull'Oxus) e Bagram, con un'amministrazione che doveva durare più di due secoli, prima sottoposta all'impero seleucide e poi al regno greco-battriano; per tutto questo tempo le postazioni e "colonie" greche rimasero a contatto diretto con il territorio indiano.
I greci inviarono ambasciatori presso la corte dell'impero Maurya, come lo storico Megastene sotto Chandragupta Maurya, e più tardi Deimaco (storico) sotto il figlio Bindusara, che ha riferito ampiamente sulla civiltà degli indiani. Megastene inviò rapporti dettagliati sulle religioni indiane, conosciute, apprezzate e diffuse in tutto il mondo classico da tempo.
I greco-battriani hanno mantenuto una forte cultura ellenistica sui confini dell'India durante la dominazione della dinastia reale Maurya, come vien ben esemplificato anche dalsito archeologico di Ai-Khanum. Quando l'impero dei Maurya venne rovesciato dall'impero costituito dagli Shunga all'incirca verso il 180 a.C., i greco-battriani riuscirono ad ampliarsi in direzione dell'India, laddove riuscirono a stabilire il regno indo-greco, in base al quale il buddismo è stato in grado di fiorire ed espandersi.

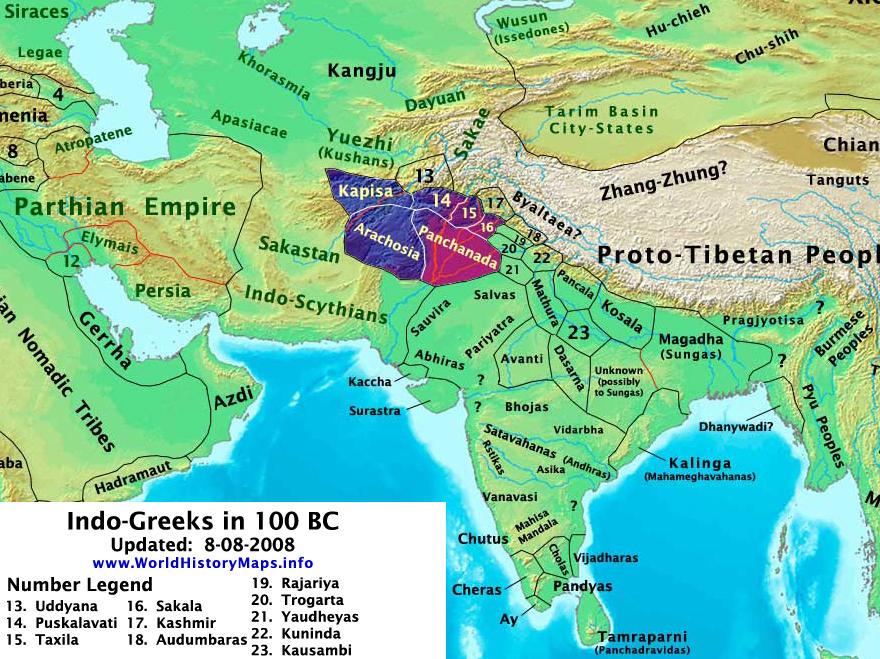
territorio del regno indo-greco.

### Regno indo-greco e buddismo (180 a.C.-10 d.C.)
I greco-battriani arrivarono a conquistare parti dell'India settentrionale a partire dal 180 a.C., la ove sono conosciuti come indo-greci. Hanno controllato diverse zone del territorio indiano del nord fino al 10 d.C.
Il buddismo prosperò sotto i re indo-greci, ed è stato suggerito che la loro invasione dell'India avesse come scopo primario proprio quello di proteggere la fede buddista dalle persecuzioni religiose avviate dagli Shunga (185-73 a.C.) che avevano da poco rovesciato i Maurya loro protettori. Zarmanochega era uno sramana (forse, ma non necessariamente un buddista) che, secondo le antiche fonti storiche (Strabone, Dione Cassio e Nicola di Damasco) si recò ad Antiochia e poi fino ad Atene quando nell'impero romano governava ancora Augusto (morto nel 14 d.C.).

### Impero Kusana (I-III secolo)
I Kushan, una delle cinque tribù degli Yuezhi, si insediarono in Battria intorno al 125 a.C., soppiantando i greco-battriani e invadendo le zone settentrionali del Pakistan e dell'India a partire dal 1° d.C. circa. A quel tempo erano già in contatto con la cultura greca e con i regni indo-greci da più di un secolo.
Il re Kushan Kanishka era famoso per il suo sincretismo religioso, onorando Ahura Mazda, divinità greche, brahmaniche e il Buddha, convocò il quarto concilio buddista intorno al 100 nel Kashmir per redigere il canone Sarvastivadin. Alcune monete di Kanishka riportano le prime rappresentazioni del Buddha su una moneta (intorno al 120), in stile ellenistico e con la parola "Boddo" in caratteri greci.

## Influenze artistiche
Numerose opere dell'arte greco-buddista mostrano una mescolanza implicita tra arte greca e arte buddista, soprattutto attorno a taluni centri di creazione come a quella riferita all'arte di Gandhāra, produzione dell'omonimo regno; l'oggetto d'arte qui è decisamente buddista, mentre la maggior parte dei motivi di contorno sono di origine ellenistica o dell'Asia occidentale.

### La rappresentazione antropomorfa del Buddha
Anche se sussiste ancora un certo dibattito a tal proposito, le prime rappresentazioni del Buddha in stile antropomorfico sono spesso considerate essere come un risultato dell'interazione greco-buddista; prima di questa innovazione, l'arte rifacentesi al buddismo seguiva l'aniconismo: il Buddha veniva cioè rappresentato solamente attraverso i suoi simboli riconoscibili (un trono perfettamente vuoto, l'albero della Bodhi, l'impronta del Buddha, il dharmacakra o "ruota del dharma).
Questa riluttanza nei confronti delle raffigurazioni antropomorfiche, assieme al sofisticato sviluppo dei simboli aniconici (il tutto anche per evitare in scene narrative la visualizzazione di altre figure umane), sembra esser collegato ad uno degli stesi "detti" del Buddha riportato nel Dīgha Nikāya o "Raccolta dei discorsi lunghi" in cui scoraggiava le rappresentazioni di se stesso dopo l'estinzione del proprio corpo.
Probabilmente, non sentendosi vincolati da queste restrizioni ed a causa del loro "culto della forma", furono proprio i greci i primi a tentare una rappresentazione scultorea del Buddha. In molte parti del mondo antico i greci hanno attivamente prodotto lo sviluppo di divinità sincretiche, le quali avrebbero più facilmente potuto diventare un obiettivo religioso comune per le popolazioni di diverse tradizioni: un esempio ben noto è quello dato da Serapide, introdotto da Tolomeo I in terra egizia, che univa per l'appunto gli aspetti della divinità greca con quella egizia.
Così anche in India era più che naturale per i greci cercare di creare una singola divinità comune, combinando quindi l'immagine di un dio-re greco (come Apollo, o forse come il fondatore divinizzato del regno indo-greco, Demetrio I di Battria), con le tradizionali caratteristiche fisiche del Buddha. Molti degli elementi stilistici presenti nelle rappresentazioni dell'aspetto fisico del Buddha sono di influenza greca: l'himation indossato, la posizione in contrapposto delle figure in piedi, vedi ad esempio i Buddha eretti dell'arte di Gandhāra del I-II secolo i cui capelli ricci stilizzati e l'Uṣṇīṣa (protuberanza ovale sulla sommità del cranio) deriverebbero in apparenza dallo stile dell'Apollo del Belvedere datato 330 a.C.; infine la qualità misurata dei volti, il tutto reso con forte realismo artistico.
Una gran quantità di sculture combinanti lo stile buddista e quello puramente ellenistico, assieme ad una notevole e numerosa iconografia, sono stati rinvenuti durante gli scavi nel sito archeologico di Hadda nel moderno Afghanistan. I capelli ricciuti di Buddha vengono descritti nella famosa lista delle sue principali caratteristiche fisiche riconoscibili; nei sutra buddisti i capelli con i riccioli che svoltano a destra vengono per la prima volta descritti nel Canone pāli, ma troviamo la stessa descrizione anche nel Prajñāpāramitā Sūtra
Gli artisti greci sono stati con tutta probabilità i primi autori di tali descrizioni rappresentate, in particolar modo nelle statue in piedi le quali mostrano un "trattamento realistico delle pieghe e in alcuni casi anche un accenno di volume, che caratterizza da sempre il lavoro migliore dell'arte greca; questa forma è classica o greco-ellenistica, non quella arcaizzante trasmessa dall'arte persiana presente in Battriana né quella tipica dell'arte romana".
L'influenza stilistica greca sulla rappresentazione del Buddha, attraverso il suo "realistico idealismo", ha permesso anche una visualizzazione di gran lunga più accessibile, comprensibile ed attraente dello stato ultimo di illuminazione del buddismo, permettendogli in tal modo di raggiungere anche un pubblico più vasto.
Nel corso dei secoli successivi questa rappresentazione antropomorfa del Buddha ha definito il canone dell'arte peculiarmente buddista, ma ha nonostante ciò continuato ad evolversi per incorporare vieppiù anche gli elementi più generalmente asiatici e specificamente indiani

### Un pantheon buddista ellenizzato
Diverse altre figure divine buddiste posson esser state influenzate dalle divinità greche: ad esempio Eracle che indossa una pelle di leone, la divinità protettrice di Demetrio I di Battria, "è servito come modello artistico per ritrarre Vajrapāṇi, uno dei protettori del Buddha". In Giappone questa espressione ulteriormente tradotta, con piena fierezza irosa e forza muscolare si può notare nei Nio (divinità guardiane del Buddha posizionate in piedi) che si possono ammirare fino ai giorni nostri all'ingresso di molti templi buddisti.

## Buddismo greco e ascesa del Mahayana
Il contesto geografico, culturale e storico della nascita del buddismo Mahāyāna nel corso del I secolo a.C. nel nordovest indiano, mantiene innumerevoli punti di contatto col regno indo-greco ed intense influenza multiculturali. Secondo l'esperto canadese di storia delle religioni Richard Foltz le "influenze formative chiave per lo sviluppo precoce del Mahayana e del movimento della Terra Pura (Amidismo), che sono diventati presto parte fondamentale della civiltà dell'Asia orientale, sono da ricercare in precedenti incontri del Buddismo lungo la Via della seta".
Dal momento in cui il buddismo Mahayana è emerso, esso ha ricevuto "influenze popolari dai culti devozionali indù (la bhakti ad esempio), persiani e delle teologie greco-romane che filtravano in India da nord-ovest"

### Proselitismo
Monaci buddisti provenienti dalla regione del regno di Gandhāra, là ove il buddismo greco risultava essere più influente, hanno svolto un ruolo chiave nello sviluppo e conseguente trasmissione delle idee buddiste in direzione dell'Asia settentrionale

## Buddismo greco e Occidente
Nella direzione della civiltà occidentale, il sincretismo greco-buddista può anche aver avuto una certa influenza formativa sulle religioni del bacino del Mediterraneo.
Iniziative di Ashoka funzionalizzate alla diffusione del buddismo in occidente sono attestate da vari documenti, uno di questi presenta d'un greco, che da buddista assunse come nome Dhammarakkhita, inviato in occidente a tal fine.
Il permanere, nel mondo greco-ellenistico dei secoli seguenti, della conoscenza del buddismo è comprovato dal ritrovamento in Egitto d'una pietra d'epoca tolemaica con l'incisione del dhammacakka e da cenni in testi di vari autori dell'età imperiale. Da questi dati è stato ipotizzato che ad Alessandria d'Egitto, all'incirca durante il II secolo e.c., fosse presente una comunità buddista.

### Scambi
L'Intenso scambio fisico verso ovest in questo momento lungo la Via della seta è confermato dall'acuto interesse romano per la seta a partire dal I secolo, al punto che il Senato romano emise invano diverse disposizioni suntuarie per vietare l'uso della seta, per motivi economici e morali. Ciò è attestato da almeno tre autori: Strabone, (Geografia, 64/63 a.C.,-circa 24 d.C.) Lucio Anneo Seneca (circa 3 a.C.-65 d.C.) e Plinio il Vecchio (23-79 d.C.). Strabone e Plutarco (circa 45-125 d.C.) hanno anche scritto sul re Menandro del regno indo-greco buddista, a conferma che le informazioni sui buddisti nel mondo indo-greco stavano circolando in tutto il mondo ellenistico.